# جولی گاناپاتی
جولی گاناپاتی (به انگلیسی: Julie Ganapathi) فیلمی هندی محصول سال ۲۰۰۳ و به کارگردانی بالو ماهندرا است. در این فیلم بازیگرانی همچون ساریتا، جایارام و رامیا کریشنان ایفای نقش کرده‌اند. این فیلم بر پایه رمان بدبختی نوشته استیون کینگ ساخته شده‌است.